# モロカイコーヒー
座標: 北緯21度9分10秒 西経157度2分9秒 / 北緯21.15278度 西経157.03583度

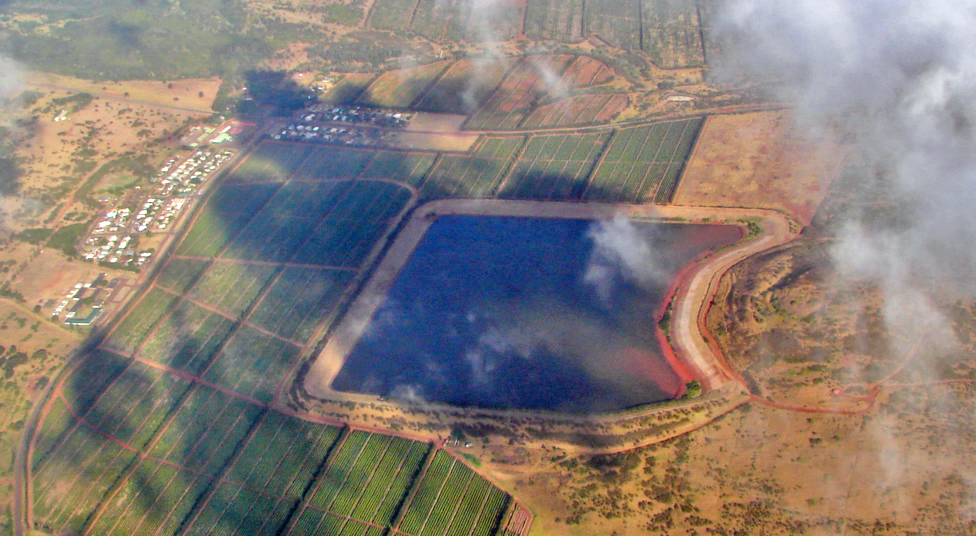
モロカイコーヒー農園の空中写真

モロカイコーヒー（英語: Molokai coffee）は、米国ハワイ州マウイ郡のモロカイ島で栽培、加工、焙煎されているコーヒーである。

## 生産者
ドイツの商人ルドルフ・ウィルヘルム・マイヤー（Rudolph Wilhelm Meyer、1826–1897）がモロカイ島でコーヒーを栽培し、砂糖工場も建設した。「Coffee of Hawaii」は現在、モロカイコーヒーの唯一の生産者である。コーヒー農園はクアラプウ（Kualapuu, Hawaii）にあり、面積は2.0平方キロメートル（500エーカー）ある。

## 販売代理店
ロサンジェルスに本拠があるスーパーチェーンのトレーダージョーズが、2008年半ばにこのコーヒーの販売を始めた。パッケージは13オンス（370 g）の缶で、花で満たされた明るい黄色の背景に、2つの赤いハチドリが描かれていた。缶には「Moloka'i 100% One Hundred Percent Hawaiian Coffee」（モロカイ 100％ ハワイアンコーヒー）というタイトルが付けられ、コーヒーは「ダークロースト、ロバスト ＆ エーシーEarthy、100％アラビカ種コーヒー豆」と書かれていた。しかし、その後2009年後半にトレーダージョーズでの扱いは廃止された。
この他、コストコ、アマゾンなど様々なルートで販売されてきている。

## 参照項目
- ハワイにおけるコーヒー生産
- コナコーヒー
- カウコーヒー